# Ucker
La  Ucker (Uecker nel Meclemburgo-Pomerania Anteriore) è un fiume tedesco di circa 103 km di lunghezza, con un bacino idrografico di circa 2200 km².

## Denominazione

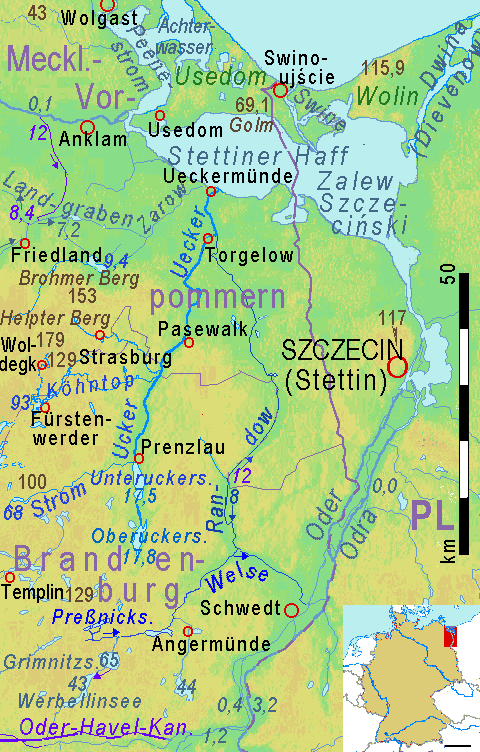
I Fiumi Ucker/Uecker, Randow e Welse

Il nome del fiume è strettamente connesso con alla stirpe degli Ucraini che avevano eretto su un'isola dell'Oberuckersee (lago alimentato dal fiume Ucker)  un centro fortificato dedicato al commercio. Il nome del fiume veniva originariamente pronunciato con la vocale "u" lunga, avendo la "ck" nel basso-tedesco (diversamente dall'alto-tedesco) la funzione di allungare la vocale precedente. Dopo l'impiego delle versioni Ucker, Uecker ed Ücker divenute temporaneamente in uso, si è di recente giunti da parte dell'Ufficio Federale di Cartografia e Geodesia alla versione tradizionale: Ucker in Brandeburgo ed Uecker nel  Meclemburgo-Pomerania Anteriore. Il significato del nome del fiume in slavo non è chiaro: inizialmente si riteneva che significasse "il veloce", oggi  "il sepeggiante".

## Il corso del fiume
La Ucker nasce presso Alt Temmen, un sobborgo di Temmen-Ringenwalde ad un'altezza di 69 m s.l.m. e si dirige verso nord. Attraversa il lago Oberuckersee, scorre poi canalizzato oltre il Mollensee ed attraversa il lago Unteruckersee verso Pasewalk. Tra Pasewalk e la foce scorre canalizzato per 1.800 m. Costeggiando Torgelow ed Eggesin, dove sfocia dalla destra orografica l'unico affluente, la Randow, scorre quindi verso Ueckermünde e sfocia in questa città portuale orientale della Germania nel cosiddetto Kleines Haff, nella parte occidentale dello  Stettiner Haff (Oderhaffs), che è collegato al Mar Baltico.

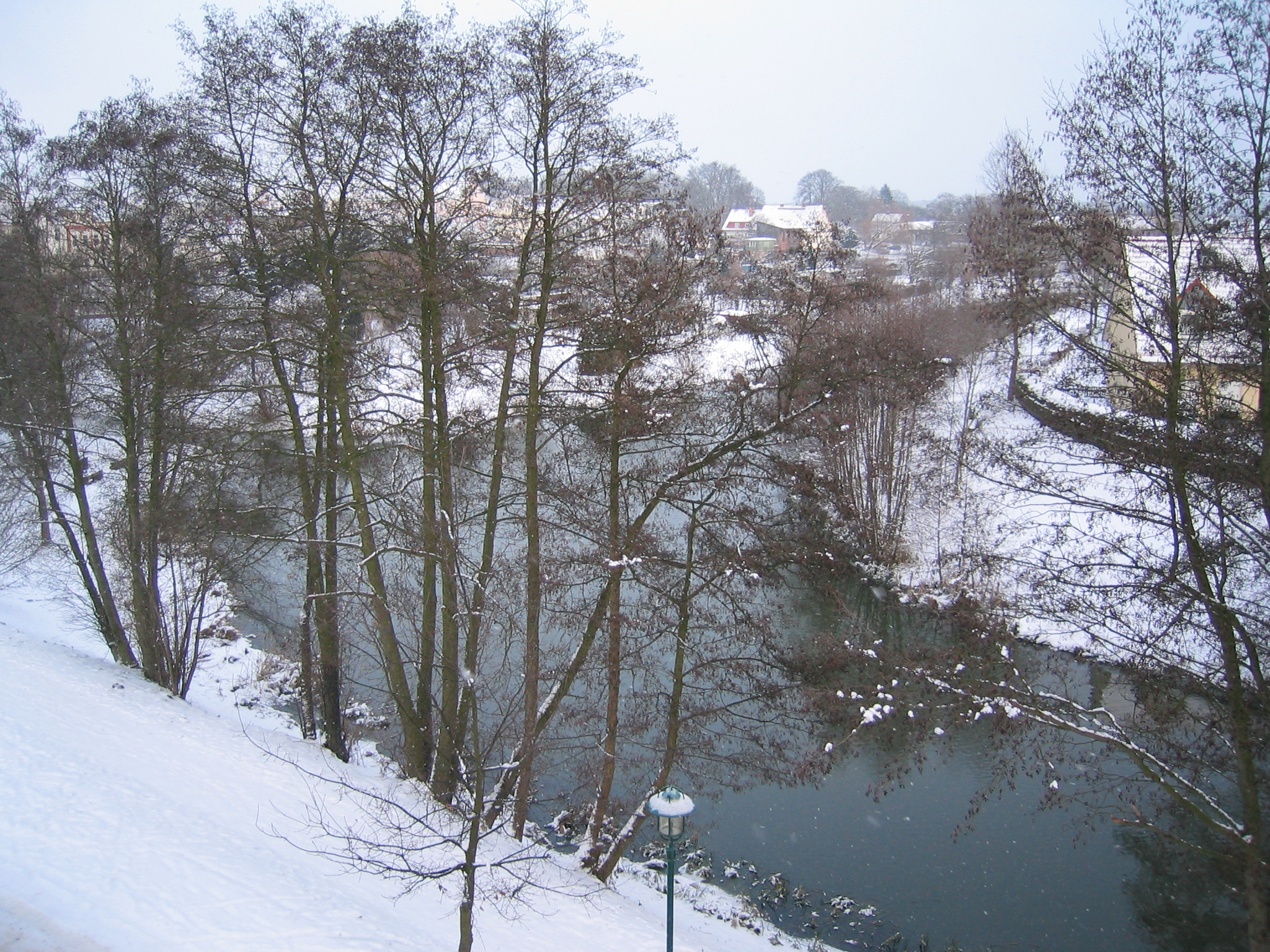
L'Ucker in Torgelow

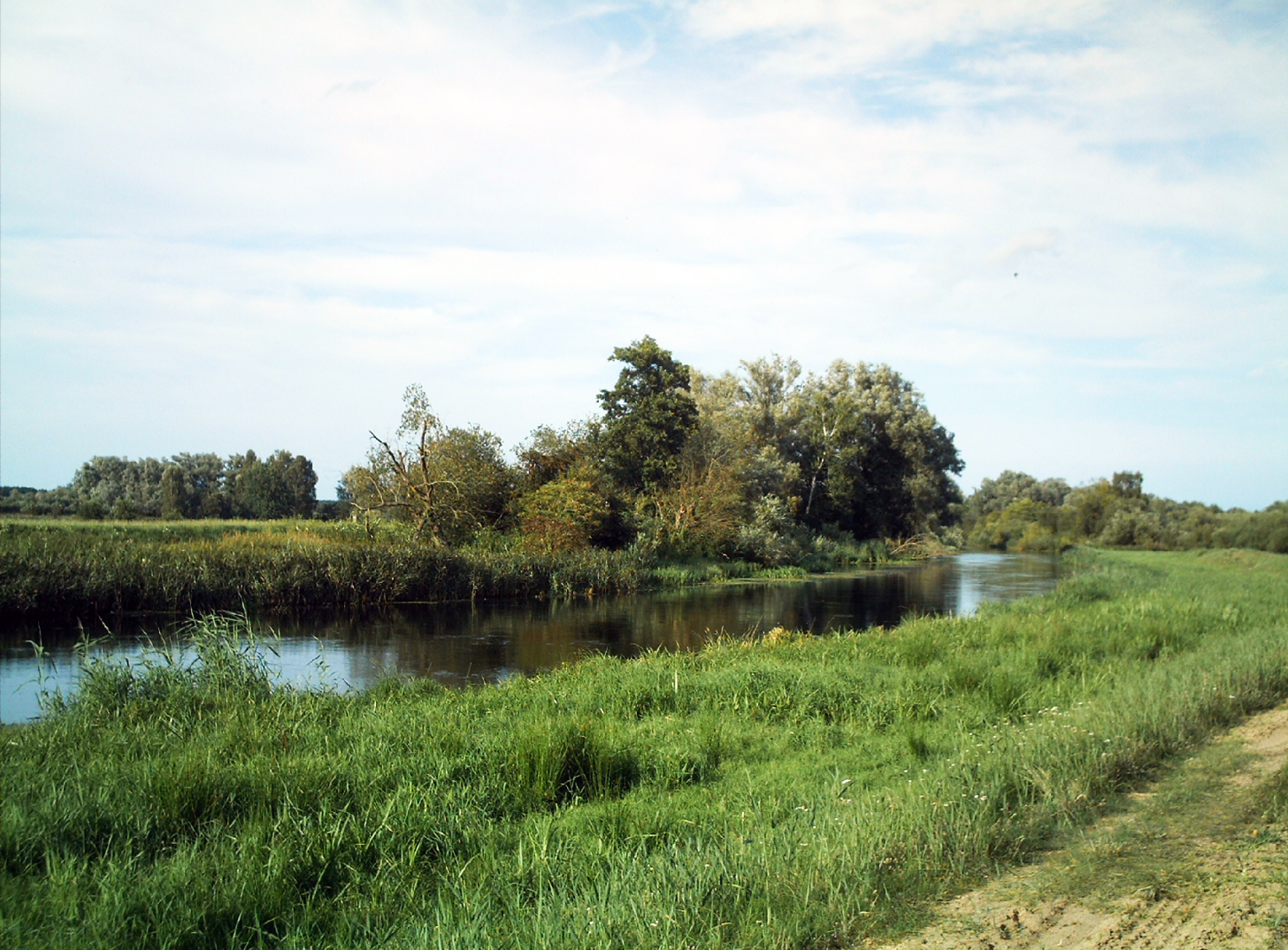
L'Ucker ad Eggesin

## Via d'acqua

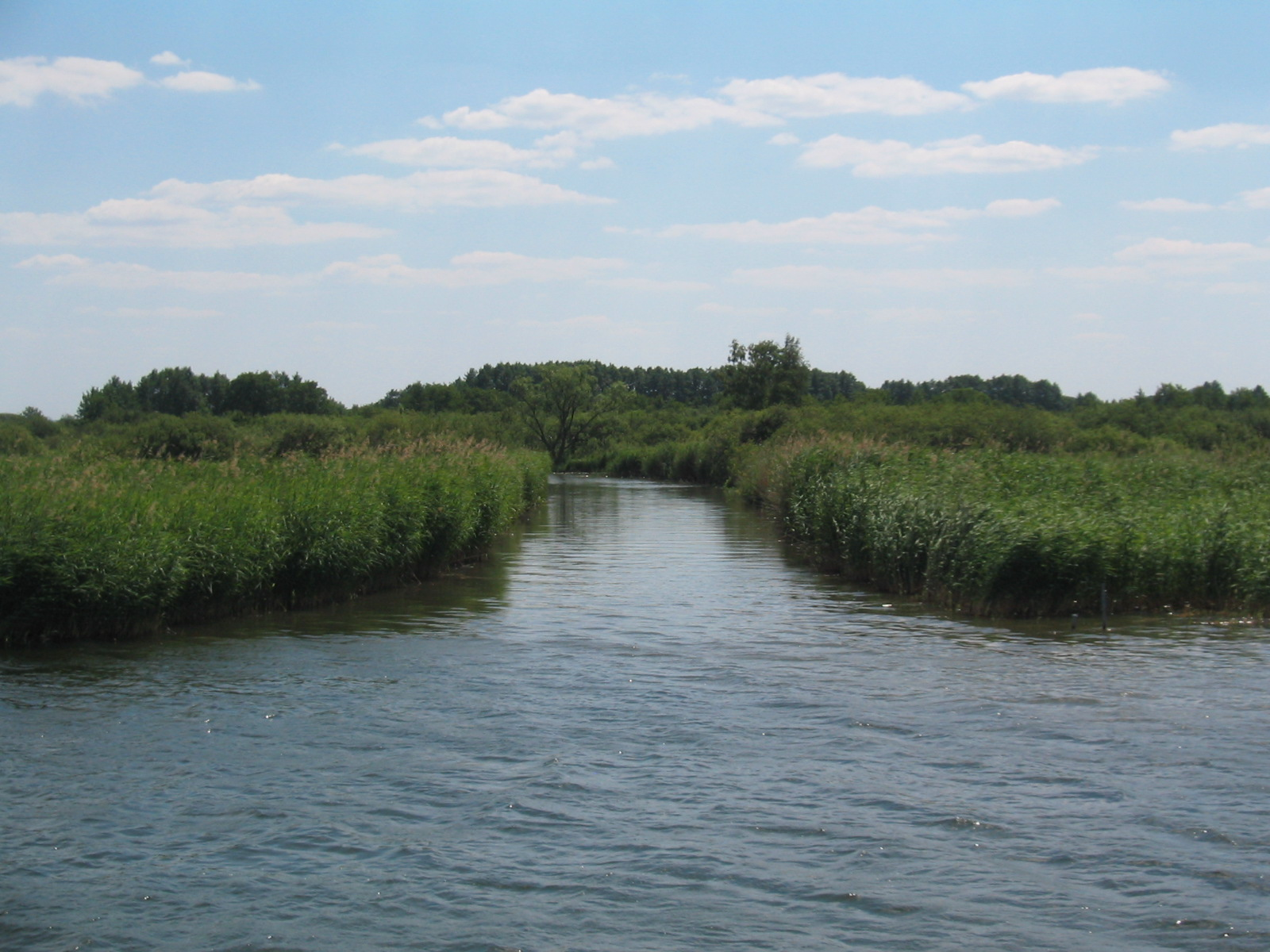
L'Ucker canalizzato iniziando dal lago di Unteruckersee

Oggi l'Ucker non ha più importanza come via d'acqua, ma grazie al suo idilliaco corso in alcune parti è divenuta una mèta molto amata dai canoisti. Il giro completo parte dal lago Oberuckersee e prosegue per 82 km che possono essere percorsi in un tempo che va dai 3 ai 5 giorni. 

## Territorio
Particolarmente degni di menzione sono:
- Il tranquillo ampio e naturale paesaggio dell'Uckermark, con prati, campi, ruscelli, laghi ed i sorprendenti, quasi spettrali, salici, i paesini da sogno e i villaggi fortificati slavi.
- L'isolotto fortificato all'altezza di Warnitz  e di Fergitz, nel lago di Oberuckersee
- La capitale del circondario dell'Uckermark, Prenzlau, con la chiesa di Santa Maria risalente al 1250, una perla del gotico baltico, il convento dei domenicani e le mura della città.
- Mura e torre della città di Pasewalk
- Il museo Ukranenland, ai confini della città di  Torgelow (Handelsplatz), sulle origini dell'insediamento degli slavi di stirpe ucraina.
- Chiesa di Maria e castello ducale di Ueckermünde nell'omonima città.